# Громов, Иван Евдокимович
Иван Евдокимович Громов (Амосов) — борец за установление власти Советов в Сибири, один из руководителей алтайских красных партизан, советский политический деятель.

## Биография
Родился в Санкт-Петербурге в семье рабочего, выходца из крестьян Вятской губернии. Получил начальное образование.
В поисках заработка скитался по Вятской, Ивановской и Казанской губерниям. В 1906 году призван в царскую армию, отличился в стрельбе После демобилизации не нашел работы и вернулся в армию на сверхсрочную службу, был определен в школу подпрапорщиков. Участвовал в Первой Мировой войне. В 1917 г. вступил в РСДРП. Член Полкового комитета, организатор Красной Гвардии. Участвовал в подавлении юнкерского восстания в Москве. Участвовал в установлении Советской власти в Вятке.
По направлению ЦК РСДРП(б) едет в Сибирь, в распоряжение Омского губкома. Встретил в Омске переворот белочехов. Скрываясь от репрессий, поселился в с. Б-Котай Троицкой волости Барнаульского уезда, нанялся строить мельницу для местного крестьянского общества. Вёл агитацию среди крестьян в пользу подготовки восстания против Колчака, собирал оружие, укрывал дезертиров из армии Колчака. Летом 1919 г. установил связь с отрядами Рогова и Мамонтова. К концу лета отряд Громова насчитывал более 60 человек, имел 16 винтовок, 24 револьвера разных систем, 5 ручных гранат, 4 шашки, 3 фунта пороху.
20 августа 1919 г. сформированный Громовым отряд поднял восстание в с. Колтай, которое вскоре перекинулось на окружающие деревни. К началу сентября под командованием Громова было уже несколько отрядов с общей численностью более 600 человек, в результате проведённой на территории 8 волостей мобилизации в отряды Громова в сентябре влилось до 8 тысяч человек. В отличие от действовавших по соседству формирований Рогова, в отрядах Громова соблюдалась строгая дисциплина. Этот факт способствовал отходу от Рогова отрядов во главе с большевиками Анатолием, Решетниковым и Крыловым, их соединению с отрядами Громова в 1-ю Чумышскую Советскую партизанскую дивизию.
После окончания Гражданской войны работал председателем Каменского уездного революционного комитета, заместителем заведующего губернского земельного управления, председателем губернского союза сельхозкооперации, управляющим Сибирским обществом сельхозкредита. В 1926—1928 гг. — председатель президиума Барнаульского городского совета рабочих, крестьянских и красноармейских депутатов. Избирался членом ВЦИК и ЦИК СССР.
С 1929 г. проживал в Алма-Ате, где его избрали председателем пригородного колхоза «Луч Востока». Это хозяйство он возглавлял до самой смерти в конце декабря 1951 г. Похоронен на Центральном кладбище Алматы.